# Sachen Kunga Nyingpo
Sachen Kunga Nyingpo (tibétain : ཀུན་དགའ་སྙིང་པོ, Wylie : kun dga' snying po, THL : künga nyingpo, né en 1092 et décédé en 1158, fut un grand maître tibétain, successeur de son père Khön Köntchok Gyalpo (1034-1102) qui fonda la lignée des Sakyapa. Il est le 3e Sakya Trizin et le premier des Cinq Grands Maîtres Sakya.

## Informations biographiques
Né en 1092 (année du singe d’eau mâle) alors que son père avait 58 ans, il était le seul fils de Khön Köntchok Gyalpo. Selon la tradition, Nam Kaupa, l’un des maîtres de Köntchok, l’aurait envoyé un soir chercher un hébergement dans la vallée de Kar Ghong où vivait Sonam Kyid (Machig Shangmo), future mère de Sachen, ayant détecté grâce à sa prescience qu’une incarnation d’Avalokiteśvara se produirait dans cette vallée. Sachen eut lui-même quatre fils. Le premier, Kunga Bar, mourut à Nâlandâ. Le deuxième et le troisième, Sonam Tsemo (1142-82) et Jetsün Dragpa Gyaltsen (1147-1216), lui succédèrent au poste de Sakya Trizin. Le quatrième, Palchen Rinpoche, marié au contraire de ses aînés, devint le père de Sakya Pandita. Sachen mourut à Sakya en 1158 le 14e jour du 9e mois, année du tigre de terre mâle.

## Vie religieuse
Il apprend avec son père les pratiques Vajrakilaya et Samputa. Orphelin à 11 ans, il poursuit ses études avec Bari Lotsawa, maître de son père et 2e Sakya Trizin, qui lui enseigne la pratique Arapatsa de Manjusri. Sachen Kunga est célèbre pour avoir atteint en seulement six mois la vision pure de cette déité, qui lui aurait transmis l’enseignement des quatre attachements connu dans l’ensemble du bouddhisme tibétain par la forme que lui donna son fils Dragpa Gyaltsèn : 
Si on est attaché à cette vie, on n’est pas un pratiquant du Dharma.
Si on est attaché au saṃsāra, on n’a pas atteint la renonciation
Si on est attaché à son propre objectif, on n’a pas atteint la bodhicitta
Si un attachement naît, on n’obtient pas la vision
À 12 ans, il est envoyé chez Geshe Drang Ti Dharma Nyingpo pour l’étude de l’Abhidhamma, puis revient à Sakya où il reçoit de Bari Lotsawa les enseignements de Cakrasamvara, Guhyasamaja et Bhairava. En 1111, à l’âge de 20 ans, il prend sa succession et devient le 3e Sakya Trizin.
Il apprend ensuite de Nam Kaupa tous les enseignements de Caturmukha et les quatre classes de tantras, puis entreprend des études auprès d’un autre membre du clan Khön, Khön Gi Chu Wa Dra Lha Bar. Mais ce dernier meurt peu après l’avoir accepté comme disciple, aussi se tourne-t-il vers son maître – qui fut aussi celui de son père – Mal Lotsawa. Ce dernier lui transmet des enseignements de Chakrasamvara, Bhairava, Vajrayogini et Panjarnatha Mahakala.
Il reçoit en trois ans l’enseignement complet du Lamdré de Shangton Chobar, avec la promesse qu’il n’en révèlera rien durant dix-huit ans. Le délai écoulé il le transmet à onze disciples, principalement Lama Aseng. Il rédige plusieurs commentaires dont l’un sert encore au XXIe siècle de texte principal pour l’enseignement du Lamdre.
Il aurait eu le pouvoir d’apparaître simultanément sous différentes formes et d’envoyer des  Dharmapala (déités protectrices courroucées) lutter contre ses ennemis en religion. Il aurait hérité de ses maîtres des objets dotés de pouvoirs en rapport avec la pratique de Mahakala : une statue de la déité remise par Bari Lotsawa et un masque de Dharmapala capable de voler et de communiquer avec les humains transmis par Mal Lotsawa.